# Glenn Nye
Glenn Carlyle Nye III, född 9 september 1974 i Philadelphia, Pennsylvania, är en amerikansk demokratisk politiker. Han representerade delstaten Virginias andra distrikt i USA:s representanthus 2009–2011.
Nye gick i skola i Norfolk Academy i Norfolk, Virginia. Han avlade 1996 sin kandidatexamen vid Georgetown University. Han arbetade i början av 2000-talet som diplomat i Kosovo, Makedonien och Singapore. Han deltog i planeringsarbetet för det första presidentvalet i Afghanistan efter talibanstyrets fall. Han arbetade sedan för biståndsorganisationen USAID i Mellanöstern.
Nye besegrade sittande kongressledamoten Thelma Drake i kongressvalet i USA 2008. I mellanårsvalet i USA 2010 förlorade han mot utmanaren Scott Rigell.